# Ligne blanche (abdomen)
Pour les articles homonymes, voir Ligne blanche.

La ligne blanche (ou ligne de Hunter) est une structure fibreuse située chez les mammifères sur la ligne médiane de l'abdomen. 

## Structure
La ligne blanche est une bande fibreuse située verticalement entre les deux muscles droits de l'abdomen. Elle est formée par la convergence médiale des lames antérieure et postérieure de la gaine du muscle droit de l'abdomen, elles-mêmes constituées des aponévroses des muscles obliques externe et interne et du muscle transverse de l'abdomen.
En haut elle s'attache au processus xiphoïde et en bas à la symphyse pubienne en bas.
Au niveau de l'ombilic, se trouve l'anneau ombilical. Elle est plus large en haut qu'au-dessus de celui-ci.
Au niveau de la symphyse pubienne, l'insertion est renforcée à l'arrière par une extension tendineuse triangulaire : l'adminiculum de la ligne blanche.

### Anneau ombilical
L'anneau ombilical est un anneau fibreux elliptique creusé dans la ligne blanche.
Il est issu du tissu conjonctif embryonnaire dense qui entoure l'attache du cordon ombilical.
Après la naissance, il est comblé par l'ouraque et par les cordons fibreux issus des vaisseaux ombilicaux soudés entre eux.
A l'arrière il est comblé par le fascia ombilical et sa partie supérieure est occupée par une petite masse adipeuse formant le mamelon de l'ombilic.

### Adminiculum de la ligne blanche
L'adminiculum se fixe par une large base sur le bord supérieur de la symphyse pubienne et du pubis en incluant le ligament pectiné. Il monte en s'effilant en arrière de la ligne blanche pour se perdre sur sa face postérieure à mi-distance de l'ombilic et du pubis.

## Anatomie fonctionnelle
La ligne blanche est la zone de convergence et d'attache des muscles de la paroi abdominale : les muscles droits, obliques externes, obliques internes et transverses de l'abdomen.

## Aspect clinique
Un écartement anormal des muscles grands droits de l'abdomen ou diastasis des grand droits souvent observé après une grossesse, peut affaiblir la ligne blanche.
L'anneau ombilical est une zone de fragilité où peut se produire une hernie ombilicale.